# Teodor Aaron
Teodor Aaron (magyaros írásmóddal Aáron Tivadar) (Erdély, 1803. február 6. – 1867) prépost, történész.
Petru Pavel Aronhoz hasonlóan ő is a „bisztrai” előnevet viselte. Tanulmányait a Nagyváradi görögkatolikus egyházmegye növendékeként a Pesti Központi Szemináriumában végezte el 1828-ban. 1829. október 30-án pappá szentelték. Ezután a belényesi gimnáziumnál működött mint tanár, egy rövid ideig az igazgatót is helyettesítette. 1836-ban megkapta a galsai plébániát, s egyúttal kerületi esperessé is kinevezték. 1837. július 30-án kinevezték címzetes kanonokká, később óaradi lelkész lett. Itt 1843-ig élt. Ekkor felvették a román nyelvű művek cenzorának a budai Egyetemi Nyomdához. Az 1848-1849-es szabadságharc alatt Gyalány parókiáján húzódott meg, s csak 1851-ben tért vissza Budára, mint a kormány hivatalos román fordítója. 1854-ben nagyváradi görögkatolikus kanonokká és a fiúgimnázium igazgatójává, 1858-ban pedig a Nagyváradi egyházmegyéből akkor kiszakított Lugosi egyházmegye káptalanának nagyprépostjává nevezték ki, ebbéli minőségében hunyt el 1867-ben.
Történészi munkássága kiváltképp a román nép történetének, eredetének kutatásában merült ki.

## Munkái
- Anotari la istoria lui Petru Majoru. Buda, 1828. (Jegyz. Major Péter történetéhez)
- Anotari din istoria eclesiastica, despre urdîrea si latirea credinnitiei crestine intre romani. Pest, 1850. (Jegyzetek az egyháztörténetből a ker. hitnek eredetéről és elterjedéséről a rumének között)
- Catechetica practica. Buda, 1843. (Gyakorlati hittan)
- Kuvînturi beseričesti despre cele šepte pékate a le kâpeteniei pe dumniecile pâresimilor Buda. 1847. (Egyházi beszédek a hét főbűnről a negyvennapos bőjti vasárnapokra)

## Külső hivatkozások
- Román teológusok lexikona